# Élections cantonales de 2011 dans l'Essonne
Les élections cantonales dans l’Essonne ont lieu les dimanches 20 et 27 mars 2011. Elles ont pour but d’élire la moitié des conseillers généraux du département français de l’Essonne qui siègeront au conseil général de l'Essonne pour un mandat de trois années.
Les déclarations de candidature officiellement enregistrées sont effectuées en préfecture départementale entre les lundis 14 et 21 février 2011 pour le premier tour et entre le lundi 21 mars et le mardi 22 mars 2011 pour le second tour.

## Contexte légal
Initialement prévues courant mars 2010, les élections cantonales furent reportées d’un an par la loi no 2005-1563 du 15 décembre 2005 prorogeant la durée du mandat des conseillers municipaux et des conseillers généraux. Les élections cantonales de 2011 devaient être les dernières organisées de la sorte. La loi no 2010-145 votée le 16 février 2010 prévoyait la fin du mandat de conseiller général en 2014 et la loi no 2010-1563 votée le 16 décembre 2010 la création du mandat de conseiller territorial en lieux et places du conseiller général et du conseiller régional; le conseiller territorial a cependant été aboli en 2013, au profit d'un redécoupage des cantons et d'un nouveau mode de scrutin, les prochaines élections étant repoussées en 2015 (voir Acte III de la décentralisation). La loi de 2010 a en outre modifié l’article L210-1 du code électoral qui fixe le seuil permettant aux candidats de se maintenir au second tour, passant de 10 % à 12,5 % dès 2011.

## Contexte départemental

### Assemblée départementale sortante

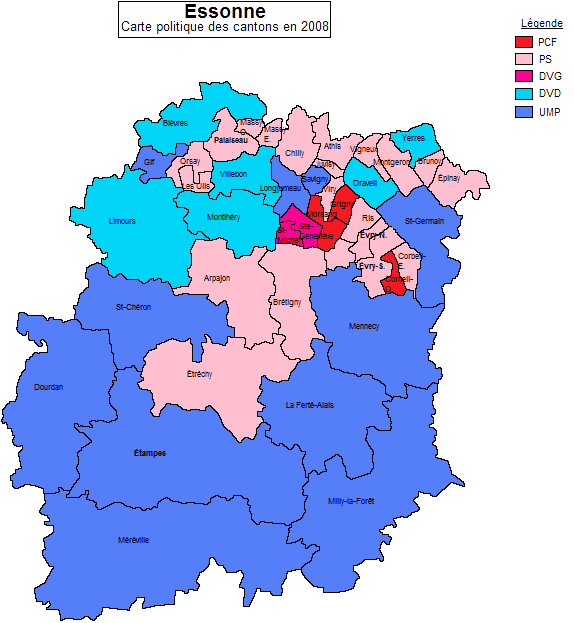
Répartition géographique et politique des conseillers généraux de l’Essonne en 2008.

Avant les élections, le conseil général de l'Essonne est présidé par le socialiste Michel Berson. L’assemblée départementale compte quarante-deux conseillers généraux issus des quarante-deux cantons de l’Essonne. Vingt-et-un d’entre eux sont renouvelables lors de ces élections.
| Parti                                     | Sigle  | Élus |
| ----------------------------------------- | ------ | ---- |
| Majorité (25 sièges)                      |        |      |
| Parti socialiste                          | PS     | 17   |
| Parti communiste français-Front de gauche | PCF-FG | 6    |
| Divers gauche                             | DVG    | 2    |
| Opposition (17 sièges)                    |        |      |
| Union pour un mouvement populaire         | UMP    | 11   |
| Divers droite                             | DVD    | 6    |
| Président du conseil général              |        |      |
| Michel Berson (PS)                        |        |      |

## Résultats à l’échelle du département

### Répartition politique des résultats
Répartition départementale des résultats (2e tour).
- FG (6,32 %)
- PS (39,19 %)
- EÉLV (7,39 %)
- DVG (4,32 %)
- Cap21 (3,18 %)
- PR (1,74 %)
- DVD (1,72 %)
- UMP (18,46 %)
- FN (17,67 %)

| Étiquette      | Étiquette                         | Premier tour | Premier tour | Second tour | Second tour | Sièges |
| Étiquette      | Étiquette                         | Voix         | %            | Voix        | %           | Sièges |
| -------------- | --------------------------------- | ------------ | ------------ | ----------- | ----------- | ------ |
|                | Parti socialiste                  | 33 454       | 23,85        | 54 856      | 39,19       | 10     |
|                | Union pour un mouvement populaire | 29 158       | 20,79        | 25 833      | 18,46       | 5      |
|                | Front national                    | 26 354       | 18,79        | 24 732      | 17,67       | 0      |
|                | Europe Écologie Les Verts         | 16 173       | 11,53        | 10 340      | 7,39        | 2      |
|                | Front de gauche                   | 16 104       | 11,48        | 8 850       | 6,32        | 3      |
|                | Divers gauche                     | 4 161        | 2,97         | 6 052       | 4,32        | 1      |
|                | Divers droite                     | 2 756        | 1,96         | 2 403       | 1,72        | 0      |
|                | « Sans étiquette »                | 2 584        | 1,84         |             |             |        |
|                | Cap21                             | 2 368        | 1,69         |             |             |        |
|                | Nouveau Centre                    | 2 111        | 1,50         |             |             |        |
|                | Parti radical                     | 1 748        | 1,25         |             |             |        |
|                | Mouvement démocrate               | 1 486        | 1,06         |             |             |        |
|                | Debout la République              | 1 160        | 0,83         |             |             |        |
|                | Parti ouvrier indépendant         | 355          | 0,25         |             |             |        |
|                | Parti radical de gauche           | 148          | 0,11         |             |             |        |
|                | Nouveau Parti anticapitaliste     | 148          | 0,11         |             |             |        |
|                |                                   |              |              |             |             |        |
| Inscrits       | Inscrits                          | 354 020      | 100,00       | 353 992     | 100,00      |        |
| Abstentions    | Abstentions                       | 210 403      | 59,43        | 191 726     | 54,15       |        |
| Votants        | Votants                           | 143 617      | 40,57        | 162 306     | 45,85       |        |
| Blancs et nuls | Blancs et nuls                    | 3 349        | 2,33         | 22 349      | 13,77       |        |
| Exprimés       | Exprimés                          | 140 268      | 97,67        | 139 957     | 86,23       |        |

### Résultats en nombre de sièges
| Groupes | Groupes                           | Sièges précédents | Nouveaux élus | Évolution       |
| ------- | --------------------------------- | ----------------- | ------------- | --------------- |
|         | Divers droite                     | 1                 | 0             | en diminution   |
|         | Divers gauche                     | 2                 | 2             | en stagnation   |
|         | Front de Gauche                   | 6                 | 4             | en diminution   |
|         | Parti socialiste                  | 17                | 18            | en augmentation |
|         | Europe Écologie-Les Verts         | 0                 | 2             | en augmentation |
|         | Union pour un mouvement populaire | 11                | 12            | en augmentation |
|         | Union Pour l'Essonne              | 5                 | 4             | en diminution   |

### Assemblée départementale à l’issue des élections

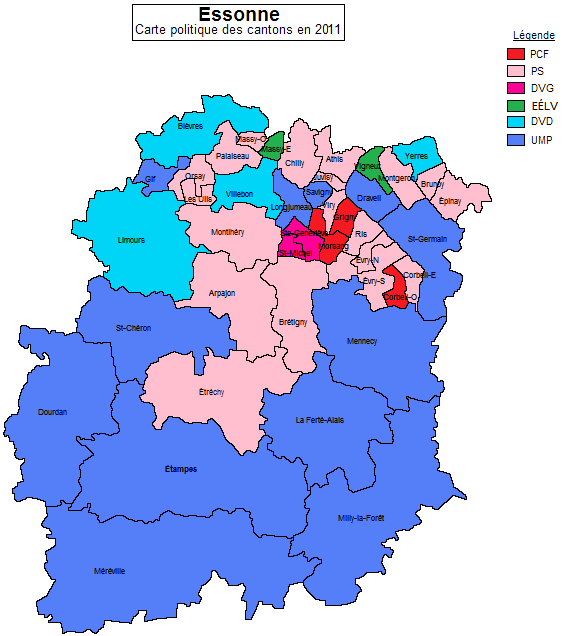
Répartition géographique et politique des conseillers généraux de l’Essonne en 2011.

| Parti                                     | Sigle  | Élus |
| ----------------------------------------- | ------ | ---- |
| Majorité (26 sièges)                      |        |      |
| Parti socialiste                          | PS     | 18   |
| Parti communiste français-Front de gauche | PCF-FG | 4    |
| Europe Écologie Les Verts                 | EELV   | 2    |
| Divers gauche                             | DVG    | 2    |
| Opposition (16 sièges)                    |        |      |
| Union pour un mouvement populaire         | UMP    | 12   |
| Divers droite                             | DVD    | 4    |
| Président du conseil général              |        |      |
| Jérôme Guedj (PS)                         |        |      |

## Résultats par canton

### Canton d'Arpajon
- Conseiller général sortant dans le canton d'Arpajon : Monique Goguelat (PS)
- Conseiller général élu dans le canton d’Arpajon : Pascal Fournier (PS)

| Candidats      | Candidats               | Étiquette      | Premier tour | Premier tour | Second tour | Second tour |
| Candidats      | Candidats               | Étiquette      | Voix         | %            | Voix        | %           |
| -------------- | ----------------------- | -------------- | ------------ | ------------ | ----------- | ----------- |
|                | Pascal Fournier         | PS             | 3 767        | 35,47        | 7 668       | 67,08       |
|                | Bernard Despalins       | FN             | 2 285        | 21,52        | 3 763       | 32,92       |
|                | Gabriel Cruzillac       | UMP            | 1 825        | 17,18        |             |             |
|                | Manuel Blouin           | EÉLV           | 1 210        | 11,39        |             |             |
|                | Jean-Paul Lebrec        | NC-UPE         | 737          | 6,94         |             |             |
|                | Andrée-Pierrette Grange | FG-PCF         | 796          | 7,50         |             |             |
|                |                         |                |              |              |             |             |
| Inscrits       | Inscrits                | Inscrits       | 26 852       | 100,00       | 26 852      | 100,00      |
| Abstentions    | Abstentions             | Abstentions    | 15 811       | 58,88        | 13 956      | 51,97       |
| Votants        | Votants                 | Votants        | 11 041       | 41,12        | 12 896      | 48,03       |
| Blancs et nuls | Blancs et nuls          | Blancs et nuls | 421          | 3,81         | 1 465       | 11,36       |
| Exprimés       | Exprimés                | Exprimés       | 10 620       | 96,19        | 11 431      | 88,64       |

### Canton d'Athis-Mons
- Conseiller général sortant dans le canton d'Athis-Mons : Patrice Sac (PS)
- Conseiller général élu dans le canton d’Athis-Mons : Patrice Sac (PS)

| Candidats      | Candidats        | Étiquette      | Premier tour | Premier tour | Second tour | Second tour |
| Candidats      | Candidats        | Étiquette      | Voix         | %            | Voix        | %           |
| -------------- | ---------------- | -------------- | ------------ | ------------ | ----------- | ----------- |
|                | Patrice Sac      | PS             | 2 792        | 34,51        | 5 575       | 63,59       |
|                | Audrey Guibert   | FN             | 2 046        | 25,29        | 3 192       | 36,41       |
|                | Christine Rodier | UMP-NC-UPE     | 1 554        | 19,21        |             |             |
|                | Martine Deloffre | EÉLV           | 796          | 9,84         |             |             |
|                | Odile Toitot     | FG-PCF         | 489          | 6,04         |             |             |
|                | Djoudi Lamamra   | SE             | 413          | 5,11         |             |             |
|                |                  |                |              |              |             |             |
| Inscrits       | Inscrits         | Inscrits       | 21 624       | 100,00       | 21 618      | 100,00      |
| Abstentions    | Abstentions      | Abstentions    | 13 381       | 61,88        | 12 292      | 56,86       |
| Votants        | Votants          | Votants        | 8 243        | 38,12        | 9 326       | 43,14       |
| Blancs et nuls | Blancs et nuls   | Blancs et nuls | 153          | 1,86         | 559         | 5,99        |
| Exprimés       | Exprimés         | Exprimés       | 8 090        | 98,14        | 8 767       | 94,01       |

### Canton de Chilly-Mazarin
- Conseiller général sortant dans le canton de Chilly-Mazarin : Gérard Funès (PS)
- Conseiller général élu dans le canton de Chilly-Mazarin : Gérard Funès (PS)

| Candidats      | Candidats            | Étiquette      | Premier tour | Premier tour | Second tour | Second tour |
| Candidats      | Candidats            | Étiquette      | Voix         | %            | Voix        | %           |
| -------------- | -------------------- | -------------- | ------------ | ------------ | ----------- | ----------- |
|                | Gérard Funès         | PS             | 3 377        | 38,44        | 6 106       | 64,16       |
|                | Cédric Giraud        | FN             | 2 211        | 25,17        | 3 411       | 35,84       |
|                | Hervé-Pierre Maltrud | UMP-NC-UPE     | 1 624        | 18,49        |             |             |
|                | Henrique Pinto       | EÉLV           | 765          | 8,71         |             |             |
|                | Philippe Juraver     | FG-PCF-PG      | 400          | 4,55         |             |             |
|                | Cédric Morgantini    | MoDem          | 327          | 3,72         |             |             |
|                | José De Sousa        | PRG            | 80           | 0,91         |             |             |
|                |                      |                |              |              |             |             |
| Inscrits       | Inscrits             | Inscrits       | 23 133       | 100,00       | 23 133      | 100,00      |
| Abstentions    | Abstentions          | Abstentions    | 14 199       | 61,38        | 12 990      | 56,15       |
| Votants        | Votants              | Votants        | 8 934        | 38,62        | 10 143      | 43,85       |
| Blancs et nuls | Blancs et nuls       | Blancs et nuls | 150          | 1,68         | 626         | 6,17        |
| Exprimés       | Exprimés             | Exprimés       | 8 784        | 98,32        | 9 517       | 93,83       |

### Canton de Corbeil-Essonnes-Ouest
- Conseiller général sortant dans le canton de Corbeil-Essonnes-Ouest : Bruno Piriou (PCF)
- Conseiller général élu dans le canton de Corbeil-Essonnes-Ouest : Bruno Piriou (PCF)

| Candidats      | Candidats           | Étiquette      | Premier tour | Premier tour | Second tour | Second tour |
| Candidats      | Candidats           | Étiquette      | Voix         | %            | Voix        | %           |
| -------------- | ------------------- | -------------- | ------------ | ------------ | ----------- | ----------- |
|                | Bruno Piriou        | FG-PCF         | 1 250        | 29,32        | 2 438       | 54,59       |
|                | Sylvain Dantu       | UMP-UPE        | 1 067        | 25,02        | 2 028       | 45,41       |
|                | Alain Miglos        | PS-EÉLV        | 1 005        | 23,57        |             |             |
|                | Priscille Beigneux  | FN             | 872          | 20,45        |             |             |
|                | Dominique Laplanche | POI            | 70           | 1,64         |             |             |
|                |                     |                |              |              |             |             |
| Inscrits       | Inscrits            | Inscrits       | 13 174       | 100,00       | 13 164      | 100,00      |
| Abstentions    | Abstentions         | Abstentions    | 8 808        | 66,86        | 8 446       | 64,16       |
| Votants        | Votants             | Votants        | 4 366        | 33,14        | 4 718       | 35,84       |
| Blancs et nuls | Blancs et nuls      | Blancs et nuls | 102          | 2,34         | 252         | 5,34        |
| Exprimés       | Exprimés            | Exprimés       | 4 264        | 97,66        | 4 466       | 94,66       |

### Canton de Dourdan
- Conseiller général sortant dans le canton de Dourdan : Dominique Écharoux (UMP)
- Conseiller général élu dans le canton de Dourdan : Dominique Écharoux (UMP)

| Candidats      | Candidats               | Étiquette      | Premier tour   | Premier tour | Second tour    | Second tour |
| Candidats      | Candidats               | Étiquette      | Nombre de voix | Taux         | Nombre de voix | Taux        |
| -------------- | ----------------------- | -------------- | -------------- | ------------ | -------------- | ----------- |
|                | Dominique Écharoux      | UMP-NC-UPE     | 1 661          | 32,88        | 2 522          | 52,63       |
|                | Maryvonne Boquet        | PS             | 1 097          | 21,72        | 2 270          | 47,37       |
|                | Jacqueline Met-Andreani | FN             | 855            | 16,93        |                |             |
|                | Philippe Daguenet       | EÉLV           | 440            | 8,71         |                |             |
|                | Nicolas Venance         | DVD            | 385            | 7,62         |                |             |
|                | Marc Macan              | MoDem          | 321            | 6,36         |                |             |
|                | Raymond Leduc           | FG-PG          | 292            | 5,78         |                |             |
|                |                         |                |                |              |                |             |
| Inscrits       | Inscrits                | Inscrits       | 11 091         | 100,00       | 11 092         | 100,00      |
| Abstentions    | Abstentions             | Abstentions    | 5 943          | 53,58        | 5 961          | 53,74       |
| Votants        | Votants                 | Votants        | 5 148          | 46,42        | 5 131          | 46,26       |
| Blancs et nuls | Blancs et nuls          | Blancs et nuls | 97             | 1,88         | 339            | 6,61        |
| Exprimés       | Exprimés                | Exprimés       | 5 051          | 98,12        | 4 792          | 93,39       |

### Canton de Draveil
- Conseiller général sortant dans le canton de Draveil : Geneviève Izard-Le Bourg (DVD)
- Conseiller général élu dans le canton de Draveil : Florence Fernandez-de Ruidiaz (UMP)

| Candidats      | Candidats                     | Étiquette      | Premier tour | Premier tour | Second tour | Second tour |
| Candidats      | Candidats                     | Étiquette      | Voix         | %            | Voix        | %           |
| -------------- | ----------------------------- | -------------- | ------------ | ------------ | ----------- | ----------- |
|                | Florence Fernandez de Ruidiaz | UMP            | 2 063        | 26,94        | 4 541       | 69,64       |
|                | Denise Martin                 | FN             | 1 302        | 17,00        | 1 980       | 30,36       |
|                | Michel Gruber                 | EÉLV           | 1 260        | 16,45        |             |             |
|                | Philippe Brun                 | DVD            | 1 181        | 15,42        |             |             |
|                | Gilles Malaussena             | PS             | 1 127        | 14,72        |             |             |
|                | Jean-Paul Bonsignore          | FG-PCF         | 665          | 8,68         |             |             |
|                | Pascal Bonodot                | POI            | 60           | 0,78         |             |             |
|                |                               |                |              |              |             |             |
| Inscrits       | Inscrits                      | Inscrits       | 18 154       | 100,00       | 18 154      | 100,00      |
| Abstentions    | Abstentions                   | Abstentions    | 10 345       | 56,98        | 10 399      | 57,28       |
| Votants        | Votants                       | Votants        | 7 809        | 43,02        | 7 755       | 42,72       |
| Blancs et nuls | Blancs et nuls                | Blancs et nuls | 151          | 1,93         | 1 234       | 15,91       |
| Exprimés       | Exprimés                      | Exprimés       | 7 658        | 98,07        | 6 521       | 84,09       |

### Canton d'Épinay-sous-Sénart
- Conseiller général sortant dans le canton d'Épinay-sous-Sénart : Richard Messina (PS)
- Conseiller général élu dans le canton d’Épinay-sous-Sénart : Romain Colas (PS)

| Candidats      | Candidats       | Étiquette      | Premier tour | Premier tour | Second tour | Second tour |
| Candidats      | Candidats       | Étiquette      | Voix         | %            | Voix        | %           |
| -------------- | --------------- | -------------- | ------------ | ------------ | ----------- | ----------- |
|                | Romain Colas    | PS             | 2 837        | 43,26        | 5 053       | 73,66       |
|                | Jean Legangneux | FN             | 1 178        | 17,96        | 1 807       | 26,34       |
|                | Faten Hidri     | UMP            | 1 167        | 17,80        |             |             |
|                | Éric Viala      | EÉLV           | 641          | 9,77         |             |             |
|                | Isabelle Voisin | FG-PCF         | 404          | 6,16         |             |             |
|                | Daniel Chabane  | NC-DVD         | 331          | 5,05         |             |             |
|                |                 |                |              |              |             |             |
| Inscrits       | Inscrits        | Inscrits       | 17 686       | 100,00       | 17 687      | 100,00      |
| Abstentions    | Abstentions     | Abstentions    | 10 993       | 62,16        | 10 387      | 58,50       |
| Votants        | Votants         | Votants        | 6 693        | 37,84        | 7 340       | 41,50       |
| Blancs et nuls | Blancs et nuls  | Blancs et nuls | 135          | 2,02         | 480         | 6,54        |
| Exprimés       | Exprimés        | Exprimés       | 6 558        | 97,98        | 6 860       | 93,46       |

### Canton d'Étréchy
- Conseiller général sortant dans le canton d'Étréchy : Claire-Lise Campion (PS)
- Conseiller général élu dans le canton d’Étréchy : Claire-Lise Campion (PS)

| Candidats      | Candidats           | Étiquette      | Premier tour | Premier tour | Second tour | Second tour |
| Candidats      | Candidats           | Étiquette      | Voix         | %            | Voix        | %           |
| -------------- | ------------------- | -------------- | ------------ | ------------ | ----------- | ----------- |
|                | Claire-Lise Campion | PS-EÉLV        | 3 038        | 46,14        | 3 935       | 63,90       |
|                | Christine Dubois    | UMP-UPE        | 1 522        | 23,11        | 2 223       | 36,10       |
|                | Jérôme Martin       | FN             | 1 417        | 21,52        |             |             |
|                | Carole Daniel       | FG-PCF         | 608          | 9,23         |             |             |
|                |                     |                |              |              |             |             |
| Inscrits       | Inscrits            | Inscrits       | 14 876       | 100,00       | 14 866      | 100,00      |
| Abstentions    | Abstentions         | Abstentions    | 8 128        | 54,64        | 8 226       | 55,33       |
| Votants        | Votants             | Votants        | 6 748        | 45,36        | 6 640       | 44,67       |
| Blancs et nuls | Blancs et nuls      | Blancs et nuls | 163          | 2,42         | 482         | 7,26        |
| Exprimés       | Exprimés            | Exprimés       | 6 585        | 97,58        | 6 158       | 92,74       |

### Canton d'Évry-Sud
- Conseiller général sortant dans le canton d'Évry-Sud : Francis Chouat (PS)
- Conseiller général élu dans le canton d’Évry-Sud : Francis Chouat (PS)

| Candidats      | Candidats            | Étiquette      | Premier tour | Premier tour | Second tour | Second tour |
| Candidats      | Candidats            | Étiquette      | Voix         | %            | Voix        | %           |
| -------------- | -------------------- | -------------- | ------------ | ------------ | ----------- | ----------- |
|                | Francis Chouat       | PS             | 2 869        | 36,01        | 6 217       | 69,31       |
|                | Camille Houeix       | FN             | 1 631        | 20,47        | 2 753       | 30,69       |
|                | Arnaud Barroux       | UMP            | 1 079        | 13,54        |             |             |
|                | Abdoul-Hameth Ba     | EÉLV           | 933          | 11,71        |             |             |
|                | Thierry Lafon        | NC-DVD         | 763          | 9,58         |             |             |
|                | Christian Pigaglio   | FG-PCF         | 399          | 5,01         |             |             |
|                | Francis Couvidat     | NPA            | 148          | 1,86         |             |             |
|                | Antonio Luis Gonzaga | MoDem-PRG      | 96           | 1,20         |             |             |
|                | Christine Danquigny  | POI            | 50           | 0,63         |             |             |
|                |                      |                |              |              |             |             |
| Inscrits       | Inscrits             | Inscrits       | 24 367       | 100,00       | 24 365      | 100,00      |
| Abstentions    | Abstentions          | Abstentions    | 15 849       | 65,04        | 14 751      | 60,54       |
| Votants        | Votants              | Votants        | 8 518        | 34,96        | 9 614       | 39,46       |
| Blancs et nuls | Blancs et nuls       | Blancs et nuls | 550          | 6,46         | 644         | 6,70        |
| Exprimés       | Exprimés             | Exprimés       | 7 968        | 93,54        | 8 970       | 93,30       |

### Canton de Gif-sur-Yvette
- Conseiller général sortant dans le canton de Gif-sur-Yvette : Michel Bournat (UMP)
- Conseiller général élu dans le canton de Gif-sur-Yvette : Michel Bournat (UMP)

| Candidats      | Candidats          | Étiquette      | Premier tour | Premier tour | Second tour | Second tour |
| Candidats      | Candidats          | Étiquette      | Voix         | %            | Voix        | %           |
| -------------- | ------------------ | -------------- | ------------ | ------------ | ----------- | ----------- |
|                | Michel Bournat     | UMP-UPE        | 3 249        | 45,56        | 4 066       | 54,85       |
|                | Fabienne Elbaz     | EÉLV           | 2 278        | 31,95        | 3 347       | 45,15       |
|                | Dimitri Tchoreloff | MoDem-PRG      | 555          | 7,78         |             |             |
|                | Gilles Laschon     | FG-PCF         | 530          | 7,43         |             |             |
|                | Florent Braun      | FN             | 519          | 7,28         |             |             |
|                |                    |                |              |              |             |             |
| Inscrits       | Inscrits           | Inscrits       | 16 452       | 100,00       | 16 452      | 100,00      |
| Abstentions    | Abstentions        | Abstentions    | 9 244        | 56,19        | 8 842       | 53,74       |
| Votants        | Votants            | Votants        | 7 208        | 43,81        | 7 610       | 46,26       |
| Blancs et nuls | Blancs et nuls     | Blancs et nuls | 77           | 1,07         | 197         | 2,59        |
| Exprimés       | Exprimés           | Exprimés       | 7 131        | 98,93        | 7 413       | 97,41       |

### Canton de Grigny
- Conseiller général sortant dans le canton de Grigny : Claude Vasquez (PCF)
- Conseiller général élu dans le canton de Grigny : Claude Vasquez (PCF)

| Candidats      | Candidats            | Étiquette      | Premier tour | Premier tour | Second tour | Second tour |
| Candidats      | Candidats            | Étiquette      | Voix         | %            | Voix        | %           |
| -------------- | -------------------- | -------------- | ------------ | ------------ | ----------- | ----------- |
|                | Claude Vazquez       | FG-PCF         | 1 265        | 34,79        | 2 119       | 100,00      |
|                | Fatima Ogbi          | PS             | 823          | 22,63        |             |             |
|                | Danielle Melisse     | FN             | 564          | 15,51        |             |             |
|                | Kouider Oukbi        | SE             | 383          | 10,53        |             |             |
|                | Frédérick Petipermon | EÉLV           | 281          | 7,73         |             |             |
|                | Jean-Paul Willaume   | UMP            | 242          | 6,66         |             |             |
|                | Guillaume Epry       | NC-UPE         | 78           | 2,15         |             |             |
|                |                      |                |              |              |             |             |
| Inscrits       | Inscrits             | Inscrits       | 11 187       | 100,00       | 11 187      | 100,00      |
| Abstentions    | Abstentions          | Abstentions    | 7 462        | 66,70        | 8 289       | 74,09       |
| Votants        | Votants              | Votants        | 3 725        | 33,30        | 2 898       | 25,91       |
| Blancs et nuls | Blancs et nuls       | Blancs et nuls | 89           | 2,39         | 779         | 26,88       |
| Exprimés       | Exprimés             | Exprimés       | 3 636        | 97,61        | 2 119       | 73,12       |

### Canton de Juvisy-sur-Orge
- Conseiller général sortant dans le canton de Juvisy-sur-Orge : Étienne Chaufour (PS)
- Conseiller général élu dans le canton de Juvisy-sur-Orge : Étienne Chaufour (PS)

| Candidats      | Candidats         | Étiquette      | Premier tour | Premier tour | Second tour | Second tour |
| Candidats      | Candidats         | Étiquette      | Voix         | %            | Voix        | %           |
| -------------- | ----------------- | -------------- | ------------ | ------------ | ----------- | ----------- |
|                | Étienne Chauffour | PS             | 1 700        | 30,36        | 3 642       | 63,76       |
|                | Jean Merey        | FN             | 1 365        | 24,38        | 2 070       | 36,24       |
|                | Frédéric Rose     | UMP-NC-UPE     | 1 200        | 21,43        |             |             |
|                | Sophie Bisch      | EÉLV           | 743          | 13,27        |             |             |
|                | Gabriel Amard     | FG-PG          | 592          | 10,57        |             |             |
|                |                   |                |              |              |             |             |
| Inscrits       | Inscrits          | Inscrits       | 13 941       | 100,00       | 13 941      | 100,00      |
| Abstentions    | Abstentions       | Abstentions    | 8 242        | 59,12        | 7 750       | 55,59       |
| Votants        | Votants           | Votants        | 5 699        | 40,88        | 6 191       | 44,41       |
| Blancs et nuls | Blancs et nuls    | Blancs et nuls | 99           | 1,74         | 479         | 7,74        |
| Exprimés       | Exprimés          | Exprimés       | 5 600        | 98,26        | 5 712       | 92,26       |

### Canton de Massy-Est
- Conseiller général sortant dans le canton de Massy-Est : Jérôme Guedj (PS)
- Conseiller général élu dans le canton de Massy-Est : Jérôme Guedj (PS)

| Candidats      | Candidats         | Étiquette      | Premier tour | Premier tour | Second tour | Second tour |
| Candidats      | Candidats         | Étiquette      | Voix         | %            | Voix        | %           |
| -------------- | ----------------- | -------------- | ------------ | ------------ | ----------- | ----------- |
|                | Jérôme Guedj      | PS-EÉLV        | 1 514        | 34,61        | 2 483       | 54,44       |
|                | Pierre Ollier     | UMP-UPE        | 1 326        | 30,32        | 2 078       | 45,56       |
|                | Christian Nisy    | FN             | 651          | 14,88        |             |             |
|                | Dawari Horsfall   | SE             | 331          | 7,57         |             |             |
|                | Thierry Doulot    | FG-PCF         | 317          | 7,25         |             |             |
|                | Philippe Gautreau | MoDem-PRG      | 187          | 4,28         |             |             |
|                | Valérie Martel    | POI            | 48           | 1,10         |             |             |
|                |                   |                |              |              |             |             |
| Inscrits       | Inscrits          | Inscrits       | 11 051       | 100,00       | 11 052      | 100,00      |
| Abstentions    | Abstentions       | Abstentions    | 6 582        | 59,56        | 6 230       | 56,37       |
| Votants        | Votants           | Votants        | 4 469        | 40,44        | 4 822       | 43,63       |
| Blancs et nuls | Blancs et nuls    | Blancs et nuls | 95           | 2,13         | 261         | 5,41        |
| Exprimés       | Exprimés          | Exprimés       | 4 374        | 97,87        | 4 561       | 94,59       |

### Canton de Massy-Ouest
- Conseiller général sortant dans le canton de Massy-Ouest : Marie-Pierre Oprandi (PG)
- Conseiller général élu dans le canton de Massy-Ouest : Guy Bonneau (EÉLV)

| Candidats      | Candidats                | Étiquette      | Premier tour | Premier tour | Second tour | Second tour |
| Candidats      | Candidats                | Étiquette      | Voix         | %            | Voix        | %           |
| -------------- | ------------------------ | -------------- | ------------ | ------------ | ----------- | ----------- |
|                | Guy Bonneau              | EÉLV-PS        | 1 793        | 33,57        | 3 176       | 56,59       |
|                | Henry Quaghebeur         | PR-UMP-UPE     | 1 748        | 32,73        | 2 436       | 43,41       |
|                | Marie-Pierre Oprandi     | FG-PG          | 963          | 18,03        |             |             |
|                | Pierre Planquette        | FN             | 540          | 10,11        |             |             |
|                | Solange Pichonneau       | SE             | 171          | 3,20         |             |             |
|                | François-Xavier Perrault | PRG-MoDem-MRC  | 68           | 1,27         |             |             |
|                | Marc Sauterey            | POI            | 58           | 1,09         |             |             |
|                |                          |                |              |              |             |             |
| Inscrits       | Inscrits                 | Inscrits       | 13 334       | 100,00       | 13 334      | 100,00      |
| Abstentions    | Abstentions              | Abstentions    | 7 892        | 59,19        | 7 472       | 56,04       |
| Votants        | Votants                  | Votants        | 5 442        | 40,81        | 5 862       | 43,96       |
| Blancs et nuls | Blancs et nuls           | Blancs et nuls | 101          | 1,86         | 250         | 4,26        |
| Exprimés       | Exprimés                 | Exprimés       | 5 341        | 98,14        | 5 612       | 95,74       |

### Canton de Méréville
- Conseiller général sortant dans le canton de Méréville : Guy Crosnier (UMP)
- Conseiller général élu dans le canton de Méréville : Guy Crosnier (UMP)

| Candidats      | Candidats        | Étiquette      | Premier tour | Premier tour | Second tour | Second tour |
| Candidats      | Candidats        | Étiquette      | Voix         | %            | Voix        | %           |
| -------------- | ---------------- | -------------- | ------------ | ------------ | ----------- | ----------- |
|                | Guy Crosnier     | UMP-UPE        | 2 061        | 41,15        | 2 954       | 67,57       |
|                | Jacques Met      | FN             | 1 163        | 23,22        | 1 418       | 32,43       |
|                | Grégory Courtas  | EÉLV-PS        | 1 141        | 22,78        |             |             |
|                | Patrice Chauveau | FG-PCF         | 643          | 12,84        |             |             |
|                |                  |                |              |              |             |             |
| Inscrits       | Inscrits         | Inscrits       | 10 630       | 100,00       | 10 630      | 100,00      |
| Abstentions    | Abstentions      | Abstentions    | 5 524        | 51,97        | 5 808       | 54,64       |
| Votants        | Votants          | Votants        | 5 106        | 48,03        | 4 822       | 45,36       |
| Blancs et nuls | Blancs et nuls   | Blancs et nuls | 98           | 1,92         | 450         | 9,33        |
| Exprimés       | Exprimés         | Exprimés       | 5 008        | 98,08        | 4 372       | 90,67       |

### Canton de Milly-la-Forêt
- Conseiller général sortant dans le canton de Milly-la-Forêt : Jean-Jacques Boussaingault (UMP)
- Conseiller général élu dans le canton de Milly-la-Forêt : Jean-Jacques Boussaingault (UMP)

| Candidats      | Candidats                  | Étiquette      | Premier tour | Premier tour | Second tour | Second tour |
| Candidats      | Candidats                  | Étiquette      | Voix         | %            | Voix        | %           |
| -------------- | -------------------------- | -------------- | ------------ | ------------ | ----------- | ----------- |
|                | Jean-Jacques Boussaingault | UMP-UPE        | 1 919        | 41,13        | 2 506       | 58,27       |
|                | Marie-Anne Bachelerie      | PS-EÉLV        | 1 208        | 25,89        | 1 795       | 41,73       |
|                | Danielle Catez             | FN             | 1 087        | 23,30        |             |             |
|                | Bernard Montagne           | FG-PCF         | 250          | 5,36         |             |             |
|                | Nicole Matharan-Demonbray  | NC             | 202          | 4,33         |             |             |
|                |                            |                |              |              |             |             |
| Inscrits       | Inscrits                   | Inscrits       | 10 416       | 100,00       | 10 417      | 100,00      |
| Abstentions    | Abstentions                | Abstentions    | 5 653        | 54,27        | 5 833       | 56,00       |
| Votants        | Votants                    | Votants        | 4 763        | 45,73        | 4 584       | 44,00       |
| Blancs et nuls | Blancs et nuls             | Blancs et nuls | 97           | 2,04         | 283         | 6,17        |
| Exprimés       | Exprimés                   | Exprimés       | 4 666        | 97,96        | 4 301       | 93,83       |

### Canton de Montlhéry
- Conseiller général sortant dans le canton de Montlhéry : François Pelletant (Cap21)
- Conseiller général élu dans le canton de Montlhéry : Jérôme Cauët (PS)

| Candidats      | Candidats          | Étiquette      | Premier tour | Premier tour | Second tour | Second tour |
| Candidats      | Candidats          | Étiquette      | Voix         | %            | Voix        | %           |
| -------------- | ------------------ | -------------- | ------------ | ------------ | ----------- | ----------- |
|                | Jérôme Cauet       | PS-EÉLV        | 3 072        | 30,99        | 5 026       | 53,01       |
|                | François Pelletant | Cap21          | 2 368        | 23,89        | 4 455       | 46,99       |
|                | Théo Colin         | FN             | 1 900        | 19,17        |             |             |
|                | François Frontera  | UMP-NC-UPE     | 1 461        | 14,74        |             |             |
|                | Delphine Antonetti | FG-PG          | 1 111        | 11,21        |             |             |
|                |                    |                |              |              |             |             |
| Inscrits       | Inscrits           | Inscrits       | 25 424       | 100,00       | 25 424      | 100,00      |
| Abstentions    | Abstentions        | Abstentions    | 15 328       | 60,29        | 15 262      | 60,03       |
| Votants        | Votants            | Votants        | 10 096       | 39,71        | 10 162      | 39,97       |
| Blancs et nuls | Blancs et nuls     | Blancs et nuls | 184          | 1,82         | 681         | 6,70        |
| Exprimés       | Exprimés           | Exprimés       | 9 912        | 98,18        | 9 481       | 93,30       |

### Canton de Morsang-sur-Orge
- Conseiller général sortant dans le canton de Morsang-sur-Orge : Marjolaine Rauze (PCF)
- Conseiller général élu dans le canton de Morsang-sur-Orge : Marjolaine Rauze (PCF)

| Candidats      | Candidats          | Étiquette      | Premier tour | Premier tour | Second tour | Second tour |
| Candidats      | Candidats          | Étiquette      | Voix         | %            | Voix        | %           |
| -------------- | ------------------ | -------------- | ------------ | ------------ | ----------- | ----------- |
|                | Marjolaine Rauze   | FG-PCF         | 2 824        | 45,34        | 4 293       | 68,58       |
|                | René Delmas        | FN             | 1 263        | 20,28        | 1 967       | 31,42       |
|                | Laurent Boudereaux | EÉLV-PS        | 1 089        | 17,48        |             |             |
|                | Hervé Zwirn        | UMP-NC-UPE     | 1 053        | 16,90        |             |             |
|                |                    |                |              |              |             |             |
| Inscrits       | Inscrits           | Inscrits       | 16 445       | 100,00       | 16 445      | 100,00      |
| Abstentions    | Abstentions        | Abstentions    | 10 089       | 61,35        | 9 676       | 58,84       |
| Votants        | Votants            | Votants        | 6 356        | 38,65        | 6 769       | 41,16       |
| Blancs et nuls | Blancs et nuls     | Blancs et nuls | 127          | 2,00         | 509         | 7,52        |
| Exprimés       | Exprimés           | Exprimés       | 6 229        | 98,00        | 6 260       | 92,48       |

### Canton d'Orsay
- Conseiller général sortant dans le canton d'Orsay : David Ros (PS)
- Conseiller général élu dans le canton d’Orsay : David Ros (PS)

| Candidats      | Candidats          | Étiquette      | Premier tour | Premier tour | Second tour | Second tour |
| Candidats      | Candidats          | Étiquette      | Voix         | %            | Voix        | %           |
| -------------- | ------------------ | -------------- | ------------ | ------------ | ----------- | ----------- |
|                | David Ros          | PS             | 3 228        | 40,06        | 5 086       | 63,57       |
|                | Raymond Raphaël    | UMP-UPE        | 1 879        | 23,32        | 2 915       | 36,43       |
|                | Didier Missenard   | EÉLV           | 1 494        | 18,54        |             |             |
|                | Pierre Guillermain | FN             | 887          | 11,01        |             |             |
|                | Pierre Bertiaux    | FG-PCF         | 501          | 6,22         |             |             |
|                | Michel Coquillay   | POI            | 69           | 0,86         |             |             |
|                |                    |                |              |              |             |             |
| Inscrits       | Inscrits           | Inscrits       | 17 294       | 100,00       | 17 294      | 100,00      |
| Abstentions    | Abstentions        | Abstentions    | 9 120        | 52,74        | 8 980       | 51,93       |
| Votants        | Votants            | Votants        | 8 174        | 47,26        | 8 314       | 48,07       |
| Blancs et nuls | Blancs et nuls     | Blancs et nuls | 116          | 1,42         | 313         | 3,76        |
| Exprimés       | Exprimés           | Exprimés       | 8 058        | 98,58        | 8 001       | 96,24       |

### Canton de Sainte-Geneviève-des-Bois
- Conseiller général sortant dans le canton de Sainte-Geneviève-des-Bois : Pierre Champion (DVG)
- Conseiller général élu dans le canton de Sainte-Geneviève-des-Bois : Frédéric Petitta (DVG)

| Candidats      | Candidats         | Étiquette      | Premier tour | Premier tour | Second tour | Second tour |
| Candidats      | Candidats         | Étiquette      | Voix         | %            | Voix        | %           |
| -------------- | ----------------- | -------------- | ------------ | ------------ | ----------- | ----------- |
|                | Frédéric Petitta  | DVG            | 4 161        | 49,92        | 6 052       | 71,85       |
|                | Gaël Fouilleul    | FN             | 1 517        | 18,20        | 2 371       | 28,15       |
|                | Sophie Montrigot  | UMP            | 1 206        | 14,47        |             |             |
|                | Philippe Decomble | FG-PCF         | 768          | 9,21         |             |             |
|                | Yassin Lamaoui    | SE             | 683          | 8,19         |             |             |
|                |                   |                |              |              |             |             |
| Inscrits       | Inscrits          | Inscrits       | 20 930       | 100,00       | 20 930      | 100,00      |
| Abstentions    | Abstentions       | Abstentions    | 12 407       | 59,28        | 896         | 4,28        |
| Votants        | Votants           | Votants        | 8 523        | 40,72        | 20 034      | 95,72       |
| Blancs et nuls | Blancs et nuls    | Blancs et nuls | 188          | 2,21         | 11 611      | 57,96       |
| Exprimés       | Exprimés          | Exprimés       | 8 335        | 97,79        | 8 423       | 42,04       |

### Canton de Vigneux-sur-Seine
- Conseiller général sortant dans le canton de Vigneux-sur-Seine : Patrice Finel (PG)
- Conseiller général élu dans le canton de Vigneux-sur-Seine : Didier Hoeltgen (EÉLV)

| Candidats      | Candidats        | Étiquette      | Premier tour | Premier tour | Second tour | Second tour |
| Candidats      | Candidats        | Étiquette      | Voix         | %            | Voix        | %           |
| -------------- | ---------------- | -------------- | ------------ | ------------ | ----------- | ----------- |
|                | Didier Hoeltgen  | EÉLV-PS        | 1 309        | 20,45        | 3 817       | 61,37       |
|                | Serge Poinsot    | DVD            | 1 190        | 18,59        | 2 403       | 38,63       |
|                | Jacques Vaudron  | DLR-UMP-UPE    | 1 160        | 18,13        |             |             |
|                | Claude Léger     | FN             | 1 101        | 17,20        |             |             |
|                | Patrice Finel    | FG-PG          | 1 037        | 16,20        |             |             |
|                | Karim Bouhassoun | SE             | 603          | 9,42         |             |             |
|                |                  |                |              |              |             |             |
| Inscrits       | Inscrits         | Inscrits       | 15 959       | 100,00       | 15 955      | 100,00      |
| Abstentions    | Abstentions      | Abstentions    | 9 403        | 58,92        | 9 280       | 58,16       |
| Votants        | Votants          | Votants        | 6 556        | 41,08        | 6 675       | 41,84       |
| Blancs et nuls | Blancs et nuls   | Blancs et nuls | 156          | 2,38         | 455         | 6,82        |
| Exprimés       | Exprimés         | Exprimés       | 6 400        | 97,62        | 6 220       | 93,18       |